# جوزف بائنا
جوزف شوارتزنگر بازیگر آمریکایی، مشاور املاک، بدنساز و مدل تناسب اندام است. علیرغم اینکه پسر آرنولد شوارتزنگر است، او ترجیح داده از نام خانوادگی مشابه استفاده نکند. شوارتزنگر در ۱۳ سالگی برای اولین بار هویت پدرش را فهمید که یک روز پس از پایان فرمانداری شوارتزنگر فاش‌شد.
در سال ۲۰۱۱، زمانی که شوارتزنگر اعتراف‌کرد که او در رابطه نامشروع با کلفتِ خانه سابق، میلدرد بائنا را باردار کرده، درحالی‌که با ماریا شرایور ازدواج کرده‌بود، در روزنامه‌ها بدنام شد.
در سال ۲۰۱۹، شوارتزنگر از دانشگاه پپردین در مالیبو، کالیفرنیا فارغ‌التحصیل شد.

## حرفه
شوارتزنگر روی جلد مجله سلامت مردان مارس ۲۰۲۲ قرار گرفت و تمرینات تناسب اندام و پیوند خانوادگی خود با پدرش را برجسته کرد. او وزنه‌بردار است. هدیه‌ای از طرف پدرش، دانش‌نامه بدنسازی نوین که توسط او هم‌نویسی شده بود، به آموزش او کمک کرد.
شوارتزنگر یک شرکت کننده در سی و یکمین فصل رقص با ستاره‌ها است. در تلاش برای فاصله گرفتن از پیش داوری‌ها، و ایجاد زمینه‌های خود، پسر جوان آرنولد می‌گوید که او نه تنها «پیست رقص» را درهم می‌شکند، بلکه «موانع خانواده خود را نیز می‌شکند». نوع بدن، انعطاف‌پذیری و تمرینات تناسب اندام او به خوبی با رقص سازگار نیست، بنابراین او شخصاً چالش‌هایی را پیش‌بینی می‌کند. 
او این عقیده را مطرح کرد که آمادگی جسمانی کلیدواژه او شده‌است، زیرا «نمی‌توانستم با بقیه بچه‌ها همگام شوم». در یک مصاحبه پادکست، او اعتراف کرد که هم مناسب نبوده و هم مورد آزار و اذیت قرار گرفته‌است. در کالج، او یک اپیفانی داشت: «من مثل بچه چاق یکی خدمه ام بودم، و اوم، آره، تازه سال دوم کالج به تیم شنا ملحق شدم …» وقتی نمی‌توانست بدود، او برای فوتبال و بسکتبال نامناسب بود و به همین دلیل او راضی به پیوستن به تیم شنا شد.
از سال ۲۰۲۲، شوارتزنگر یک مشاور املاک در آریا پروپرتیس (به انگلیسی: Aria Properties) بوده‌است. او در ماه مه ۲۰۲۱ در اینستاگرام به شغل املاک و مستغلات ابراز علاقه کرد.

### استناد
1. ↑  Heffernan, Andrew (8 February 2022). "Joseph Schwarzenegger Found Out Arnold Schwarzenegger Was His Dad. Now, He's Learning From Him". Men's Health. Retrieved 20 September 2022.
2. 1 2 3 4  VanHoose, Benjamin (February 8, 2022). "Joseph Schwarzenegger on Not Using Dad Arnold Schwarzenegger's Last Name: 'He Doesn't Believe in Handouts'". People. Retrieved September 21, 2022. "My dad is old-school," Joseph Schwarzenegger said about Arnold Schwarzenegger
3. 1 2  D’Zurilla, Christie (February 9, 2022). "MOVIES Joseph Schwarzenegger won't use dad Arnold Schwarzenegger's name to pave his way in Hollywood". Los Angeles Times. Retrieved September 21, 2022.[پیوند مرده]
4. 1 2  Henderson, Cydney (April 28, 2019). "Arnold Schwarzenegger congratulates son Joseph Schwarzenegger for graduating: 'I'm so proud of you'". USA Today. Retrieved September 21, 2022.
5. ↑  Ahamed, Mubhaswara (September 20, 2022). "Months After Their Million Dollar Divorce Settlement, Arnold Schwarzenegger and Ex-Wife Maria Shriver Reunite for Son Patrick Schwarzenegger's Special Day". essentiallysports.com. Retrieved September 22, 2022.
6. 1 2 3  Lemoncelli, Jenna. "Hollywood Life Joseph Schwarzenegger: 5 Things To Know About Arnold Schwarzenegger's Son Who's On 'DWTS'". msn.com. Retrieved September 22, 2022.
7. ↑  Rice, Lynette (August 8, 2022). "'Dancing With The Stars': Arnold Schwarzenegger's Son Joseph Schwarzenegger Joining Season 31". Deadline. Retrieved September 23, 2022.
8. ↑  Giang-Paunon, Stephanie; Fink, Larry (September 20, 2022). "Arnold Schwarzenegger's son Joseph Schwarzenegger on 'Dancing with the Stars': Dancing's not 'part of the gene'". Fox News. Retrieved September 20, 2022.
9. ↑  Aham, Mubhaswara (September 21, 2022). ""Not Really a Part of the Gene": Arnold Schwarzenegger's Youngest, Starts His Quest to Achieve a Feat Even His Dad Couldn't". essentiallysports.com. Retrieved September 22, 2022.
10. ↑  Trainor, Daniel (September 9, 2022). "Why Joseph Schwarzenegger Says His Fitness Might Actually Work Against Him on Dancing with the Stars". E-news. Retrieved September 22, 2022. Joseph Schwarzenegger is no stranger to breaking a sweat, but the fitness nut says his early Dancing with the Stars practice has been challenging.
11. ↑  Lash, Jolie (September 26, 2022). "Joseph Schwarzenegger'Dancing With the Stars' Partner Daniella Karagach to Miss Monday's Show After COVID Diagnosis". The Wrap. Retrieved September 27, 2022. A member of the dance troupe will fill in
12. ↑  "Why DWTS' Daniella Karagach Is Skipping Elvis Week With Joseph Schwarzenegger". Us Weekly. September 26, 2022. Retrieved September 27, 2022.
13. ↑  Lenker, Maureen Lee (September 26, 2022). "Dancing With the Stars pro Daniella Karagach tests positive for COVID and misses Elvis night". Entertainment Weekly. Retrieved September 27, 2022.
14. ↑  Rice, Lynette (September 26, 2022). "'Dancing With The Stars': Find Out Whose Jive Wasn't Enough To Keep Her In The Competition After Week 2". Deadline. Retrieved September 27, 2022.
15. ↑  Banerjee, Shreyosi (September 16, 2022). ""Couldn't Keep Up With the Other Guys": Arnold Schwarzenegger's Bodybuilder Son Joseph Schwarzenegger Opens Up About His Not-So-Fit Past Self". essentiallysports.com. Retrieved September 22, 2022.[پیوند مرده]
16. ↑  Rice, Nicholas (March 24, 2022). "Arnold Schwarzenegger's Son Joseph Schwarzenegger Celebrates Selling First Home as a Real Estate Agent: 'SOLD'". People. Peoplemag. Retrieved September 21, 2022.